# Anubis rostratus
Anubis rostratus är en skalbaggsart som beskrevs av Bates 1879. Anubis rostratus ingår i släktet Anubis och familjen långhorningar.
Artens utbredningsområde är:
- Laos.
- Burma.
- Taiwan.

Inga underarter finns listade i Catalogue of Life.